# Tan Lian Ann
Tan Lian Ann (8 de setembre de 1947) és un jugador d'escacs de Singapur que té el títol de Mestre Internacional d'escacs des del 1973.
Tot i que ja no està en actiu, a la llista d'Elo de la FIDE d'agost de 2015, hi tenia un Elo de 2231 punts, cosa que en feia el jugador número 42 de Singapur. El seu màxim Elo va ser de 2375 punts, a la llista del juliol de 1990.

## Resultats destacats en competició
Fou campió de Singapur en deu ocasions en els anys: 1959, 1962, 1964, 1965, 1967, 1968, 1969, 1980, 1981, 1982 i 1983.

### Participació en olimpíades d'escacs
Lian Ann ha participat, representant Singapur, en quatre Olimpíades d'escacs en els anys 1968, 1970 i 1972, amb el resultat de (+31=19−13), per un 64,3% de la puntuació. El seu millor resultat el va fer a les Olimpíada del 1972 en puntuar 13½ de 19 (+11 =5 -3), amb el 71,1% de la puntuació, amb una performance de 2448.